# Небюла (награда)
Небюла (на английски: Nebula Award) е награда, която се връчва всяка година от Асоциацията на писателите на научна фантастика и фентъзи в Америка (SFWA). С нея се награждават най-добрите научнофантастични произведения, публикувани в САЩ през предходните две години. С премията не се връчва парична награда. Самата награда представлява прозрачно блокче с вградена блестяща, спираловидна мъглявина (на английски: nebula).
Първите награди Небюла са връчени през 1965 г., като в категорията „Най-добър роман“ победител е „Дюн“ на Франк Хърбърт.

## Категории на наградата
Награда „Небюла“ за фантастично произведение се връчва в пет категории: роман, повест, кратка повест, разказ, сценарий. Категориите са разграничени от броя на думите във всяко от тях.
- Роман – произведение от 40 000 или повече думи.
- Повест – произведение от 17 500 до 40 000 думи.
- Новела или кратка повест – произведение от 7500 до 17 500 думи.
- Разказ – произведение с по-малко от 7500 думи.
- Сценарий – сценарий за филм, телевизионен сериал, радио шоу или пиеса

## Списъци с носителите на награда Небюла
- Награда „Небюла“ за най-добър роман
- Награда „Небюла“ за най-добра повест
- Награда „Небюла“ за най-добра кратка повест
- Награда „Небюла“ за най-добър разказ
- Награда „Небюла“ за най-добър сценарий